# Schuppenzwergspecht
Der Schuppenzwergspecht (Picumnus squamulatus) ist eine Vogelart aus der Familie der Spechte (Picidae). Die Art hat ein großes Verbreitungsgebiet, das die südamerikanischen Länder Venezuela und Kolumbien umfasst. Der Bestand wird von der IUCN als nicht gefährdet (Least Concern) eingeschätzt.

## Merkmale
Der Schuppenzwergspecht erreicht eine Körperlänge von etwa 8,9 Zentimetern bei einem Gewicht von ca. 11 Gramm. Scheitel und Nacken sind schwarz, wobei beim Männchen der Scheitel orange bis rot und der Nacken weiß gestrichelt ist. Beim Weibchen sind alle Striche weiß. Die Oberseite ist hell sandbraun. Die Unterseite ist weißlich und weist überall ein deutliches, dunkles Schuppenmuster auf.  Die Armschwingen sind  olivgelb gesäumt.

## Verbreitung und Lebensraum

Verbreitungsgebiet des Schuppenzwergspechts (grün)

Sein natürlicher Lebensraum reicht von trockenen und feuchten Wäldern über Galeriewälder bis zu Waldlichtungen und Gebüsch in degradiertem Zustand. Selbst in Kulturlandschaften mit vereinzelten Bäumen kann er beobachtet werden. Er kommt in Höhen bis zu 1800 Meter vor, ist aber meist unter 1000 Meter anzutreffen.

## Verhalten
Die Schuppenzwergspechte bewegen sich  alleine oder meist in losen Paaren, manchmal sogar in gemischten Gruppen. Dabei springen oder hängen sie seitwärts entlang von kleinen Ästen und Zweigen oder Reben. Meist halten sie sich in den Straten zwischen zwei und acht Metern auf. Oft rasten sie an abgestorbenen Ästen oder Baumstümpfen, um im Unterholz der Rinde nach Insekten zu picken. Ihr Verhalten ist äußerst territorial und sie verteidigen ihr Revier gegen Eindringlinge. Das Nest bauen sie in kleinen Höhlen in abgestorbenem oder sehr weichem Holz. Brutpaare sind monogam, wobei sich beide Geschlechter an der Bebrütung der Eier und an der Aufzucht der Jungvögel beteiligen.

## Unterarten
Es sind fünf Unterarten beschrieben worden, die sich in ihrer Färbung, Größe und ihrem Verbreitungsgebiet unterscheiden:
- Picumnus squamulatus squamulatus Lafresnaye, 1854.[4] Nominatform, ist im nordöstlichen und zentralen Kolumbien zu Hause. So findet man sie im südlichen Teil Araucas bis Huila und im Nordosten Metas.[5]
- Picumnus squamulatus roehli Zimmer & Phelps, 1944.[6] Diese Unterart ist auf der Unterseite deutlich weißer als die Nominatform und die dunklen Schuppen sind weniger markant.[6] Man findet sie in Kolumbien in der Sierra Nevada de Santa Marta im Departamento Boyacá bis in den Norden Venezuelas. In Venezuela erstreckt sich das Verbreitungsgebiet vom Osten des Bundesstaates Zulia in den Westen Sucres und Monagas'.[5]
- Picumnus squamulatus obsoletus Allen, 1892.[7] Ist etwas kleiner als die Nominatform, während die Gesamtfärbung gelblicher wirkt. Dabei sind fast keine Schuppen zu erkennen.[7] Sie kommt im extremen Nordosten Venezuelas im östlichen Teil Sucres vor.[5]
- Picumnus squamulatus apurensis Phelps,WH & Aveledo, 1987.[8] Diese Unterart ist auf der Unterseite am weißesten und hat keine Schuppen.[1] Sie ist im nördlichen Zentralvenezuela in den Bundesländern Apure, Guárico und Anzoátegui an den Flüssen Zuata und Pariaguán präsent.[5]
- Picumnus squamulatus lovejoyi Phelps,WH & Aveledo, 1987.[8] Diese Subspezies ist etwas heller und grauer und nur undeutlich geschuppt.[1] Die Punkte im Nacken sind gelb. Sie kommt nur im extremen Nordwesten Venezuelas im Nordwesten des Bundesstaates Zulia vor.[5]

## Etymologie und Forschungsgeschichte
Frédéric de Lafresnaye beschrieb den Specht unter seinem heutigen Namen Picumnus squamulatus. 1825 hatte Coenraad Jacob Temminck die Gattung »Picumnus« von der Gattung »Picus« (lateinisch für Specht) separiert. »Picumnus« ist das Diminutiv von »Picus«, da die Zwergspechte deutlich kleiner sind. Das Artepitheton squamulatus stammt ebenfalls aus dem Lateinischen und bedeutet so viel wie »kleine Schuppen«.
Der Name der Unterart roehli wurde zu Ehren von  Eduardo Röhl (1891–1959), dem Direktor des Astronomischen Observatoriums von Caracas vergeben.
Das Wort obsoletus ist lateinischen Ursprungs und bedeutet »schäbig, einfach, abgetragen«.
Das Wort apurensis soll den Bundesstaat Apure, in dem das Typusexemplar gesammelt wurde, beschreiben. Zuletzt ehrt lovejoyi den Biologen und Umweltschützer Thomas Eugene Lovejoy III.